# Стеван Чалић
Стеван Чалић (1892 — 1943) је био српски академски сликар. Школовао се на Академији ликовних уметности у Прагу, као ђак Влаха Буковца и професора Франца Тилеа.  

## Биографија

### Одрастање и школовање
Стеван Чалић је рођен од оца Јована, кафеџије, и мајке Стане. Јован и Стана су имали и кћер Даринку, која је подстицала братовљев дар за цртање. Забележено је да је Стеван, још у основној школи, показивао несвакидашњи цртачки таленат. На предлог његовог учитеља, Купиновчани су израдили црквену ограду, која и данас постоји, по Стевановим нацртима.
Основну школу је завршио у Купинову 1904. године, а потом школовање наставио у Гимназији у Земуну. По очевој жељи, студирао је фармацију у Загребу. За време Првог светског рата, мобилисан је у аустроугарску војску, у којој је служио као апотекар у Славонској Пожеги. Године 1915, умро му је отац Јован. Лечећи се у болници у Пожеги, Стеван је друговао са Миланом Кашанином, будућим историчарем уметности и естетом који је, запазивши његов таленат, саветовао да иде на студије сликарства.
После мужевљеве смрти, мајка Стана прелази у Панчево, код кћери Даринке, удате Шапић. По завршетку рата, и Стеван се придружио породици у Панчеву. Млад, дружељубив, веселе нарави, добар певач и свирач на виолини и надасве добар цртач и сликар, Стеван је брзо успоставио пријатељске односе са широким кругом панчевачких интелектуалаца и љубитеља уметности. Заузимањем др Стевана Смедеревца, у септембру 1919. године, Чалић је, са још тројицом сликара, имао своју прву званичну изложбу. Његови рани радови — акварели, оцењени су као "праве уметнине" и неки су одмах откупљени.
Као стипендиста Владе Краљевине Срба, Хрвата и Словенаца, 1919. године Чалић одлази у Праг, где је уписао Академију ликовних уметности. Као ђак Влаха Буковца, у периоду од 1919—1921. године, са успехом је завршио "општу школу" и студије наставио на специјалној школи за сликарство при Академији, код професора Франца Тилеа. Ову школу Чалић је успешно завршио 1924. године. Забележено је да је био међу тројицом најбољих и најталентованијих. У Прагу је тада студирало двадесетак сликара са југословенских простора, међу њима и Божидар Јакац, Станислав Цудерман, Франо Динчић, Иво Режек, Франо Кршинић, Милан Коњовић и др.
Непосредношћу и боемским склоностима, Чалић је и у Прагу стекао бројне пријатеље. На Академији је био веома цењен као добар и талентован сликар, "мајстор акварела", захваљујући чему је био изабран за председника Клуба југословенских студената ликовне уметности. Почасни председник овог Клуба био је Влахо Буковац.

### Живот и рад у Шапцу
Чалић се у Прагу, 1921. године, оженио Јармилом Цејнаров, која му је, већ наредне године, родила сина Душка. При крају студија, он добија примамљиве понуде да остане у Прагу, али их не прихвата и 1924. године се, са супругом и сином, враћа у Панчево. Одмах добија могућност да се запосли у Вршцу или Шапцу и он се одлучује за Шабац. Године 1925. био је постављен за привременог учитеља вештина у Шабачкој гимназији и у овом граду ће остати до краја живота.
Исте године, у Шабац је дошао и млади професор Жика Поповић и њихова судбина ће од тада бити проткана многим заједничким нитима. И један и други су оставили дубоког трага на бројне генерације шабачких ђака и укупан културно-просветни живот у Шапцу и околини.
Чалић се брзо уклапа у нову средину и одмах, оком уметника, фиксира сликарски интересантне мотиве. Пажњу му је на пречац привукла чувена Кафана Девет дирека, коју је ефектно акварелисао. Овом мотиву он ће се касније враћати у више наврата, обрађујући га у акварелу, тушу и уљу, при дневном светлу или као ноћни пејзаж. Доцније, 1946. године, после уметникове смрти, две импресивне слике у техници уље — Девет дирека и Куртовића конак, однете су у Совјетски Савез.
Наредна, 1925. година, значајна је по томе што је Чалић, у Дому Кола српских сестара у Шапцу, имао прву самосталну изложбу. Било је изложено 28 слика, рађених у акварелу, пастелу и уљу. Исте године, породица се увећала за још једног члана — родила се кћи Олга.
Излагао је, скупно или самостално, у Панчеву 1919. и 1928, у Шапцу 1926, 1928. и 1931, и у Београду, у Павиљону "Цвијета Зузорић", 1929. године.
Године 1930, Чалић је успешно положио државни испит за "учитеља вештина средњих школа из вештине цртања и писања". Као педагог, могло би се рећи да је "заразно" деловао на своје ученике који су, уз редовне часове у школи, пуно слободног времена посвећивали цртању и сликању.
Определивши се дефинитивно за живот у Шапцу, Чалић је, 1932. године, у мирној улици Попа Карана, преко пута Болнице, подигао дом за своју породицу, са пространим атељеом на спрату куће.
Значајно је споменути и Чалићев успешан рад у области иконографије. У периоду од 1936—1940. године, урадио је иконостасе за цркве у Клењу, Дубљу, Змињаку, Узовници, Пецкој и Обреновцу. Истовремено, урадио је и икону Св. Јована за иконостас шабачке цркве.

### Други светски рат и смрт
Из окупационог периода, познат је Чалићев сукоб са немачким командантом у Шапцу. Немац је тражио да Чалић, на згради Народне банке, нацрта карикатуре Черчила, Рузвелта и Стаљина, али, као честит човек и уметник, одбио је да то учини. Заједно са сином Душком, био је учесник Крвавог марша у Јарак 1941. године, а после тога, проживео је страхоте концентрационог логора. Све то је ослабило његово крхко здравствље и довело до болести од које се више није опоравио. Умро је 9. јула 1943. године и сахрањен је на Доњошорском гробљу, уз достојан испраћај суграђана, ђака, колега и пријатеља. Топлим речима, од прерано умрлог сликара опростио се познати шабачки хроничар прота Григорије Глиша Бабовић. Умро је само два месеца после изложбе својих слика, коју су приредили његови пријатељи у сали Шабачке гимназије.
Међу бројним радовима квалитетом се издвајају: Распеће, Аутопортрет, Моја деца, Портрет ђеде С, Олга, сликарева кћи, Дама у ентеријеру, Двориште, Шабачко двориште Девет дирека, Слава Подриња и Анадолија.